# Should Be Higher
«Should Be Higher» (в переводе с англ. — «Должна быть выше») — третий сингл с тринадцатого студийного альбома Delta Machine британской группы Depeche Mode, 52-й в дискографии группы. Композиция написана Дэвидом Гааном совместно с Куртом Инала. 11 марта 2013 года, песня впервые была представлена группой в популярной американской телепередаче «Вечернее шоу с Дэвидом Леттерманом» на канале CBS. Выпуск сингла состоялся 14 октября 2013 года.

## Видеоклип
22 августа 2013 года, на канале VEVO, было опубликовано промовидео живого исполнения песни, записанное в рамках The Delta Machine Tour..

## Список композиций
| №  | Название                                  | Длительность |
| -- | ----------------------------------------- | ------------ |
| 1. | «Should Be Higher» (Radio Mix)            |              |
| 2. | «Should Be Higher» (Little Vampire Remix) |              |

| №  | Название                                                 | Длительность |
| -- | -------------------------------------------------------- | ------------ |
| 1. | «Should Be Higher» (Jim Jones Revue Remix)               |              |
| 2. | «Should Be Higher» (Little Vampire Remix)                |              |
| 3. | «Should Be Higher» (Maps Remix)                          |              |
| 4. | «Should Be Higher» (Jim Sclavunos From Grinderman Remix) |              |
| 5. | «Should Be Higher» (Radio Mix)                           |              |

| №  | Название                                            | Длительность |
| -- | --------------------------------------------------- | ------------ |
| 1. | «Should Be Higher» (Truss Remix)                    |              |
| 2. | «Should Be Higher» (Mpia3 Definition)               |              |
| 3. | «Should Be Higher» (Koen Groenveveld Massive Remix) |              |
| 4. | «Should Be Higher» (Pangaea Dub Remix)              |              |
| 5. | «Should Be Higher» (Überzone Remix)                 |              |
| 6. | «Should Be Higher» (Djmrex Dub Remix)               |              |